# FourFiveSeconds
FourFiveSeconds è un singolo della cantante barbadiana Rihanna, del rapper e produttore discografico statunitense Kanye West e del musicista britannico Paul McCartney, pubblicato il 24 gennaio 2015 dalla Westbury Road e dalla Roc Nation.
Scritto da Kanye West, Paul McCartney, Kirby Lauryen, Mike Dean, Ty Dolla Sign, Dave Longstreth, Dallas Austin, Elon Rutberg e Noah Goldstein, FourFiveSeconds è una canzone pop con influenze folk e una strumentazione formata da chitarra acustica, organo e violoncello. FourFiveSeconds ha ricevuto risposte molto positive dai critici musicali, che hanno elogiato la nuova direzione musicale intrapresa da Rihanna e la produzione minimalista della canzone. La canzone ha raggiunto la quarta posizione nella Billboard Hot 100 e nella Official Singles Chart.

## Antefatti e pubblicazione
Il brano vede Rihanna duettare con Kanye West affiancati da una base musicale di chitarra acustica suonata da Paul McCartney. FourFiveSeconds ha colto di sorpresa i fan di Rihanna che aspettavano il ritorno della cantante dopo 3 anni dall'uscita dal suo ultimo album Unapologetic. L'annuncio dell'uscita di FourFiveSeconds è arrivato senza preavviso sul profilo Instagram della stessa Rihanna con la pubblicazione di una foto del trio. Rihanna ha poi utilizzato Twitter per confermare l'imminente singolo rimandando al suo sito ufficiale dove era possibile acquistare il brano, disponibile su tutti gli store digitali.

## Video musicale
Il video musicale, diretto dal duo olandese Inez & Vinoodh a New York (gli stessi che hanno prodotto quello di Applause di Lady Gaga), è stato pubblicato il 3 febbraio 2015 sul canale Vevo di Rihanna. Girato in bianco e nero, il video si apre con Rihanna di profilo in piedi e in controluce contro una parete bianca mentre pronuncia con enfasi le prime parole del brano, ma dopo pochi secondi la telecamera vira verso il primo piano dell'artista fino alla vita, che è avvolta da una larga giacca in jeans che è aperta sul seno con una cintura di pelle che le cinge i fianchi e un paio di pantaloni strappati, mentre isolato da lei, Paul McCartney con una giacca in jeans ruota su se stesso suonando la chitarra. La telecamera slitta poi su un primo piano del viso di Kanye West che sorregge con un'espressione aggrottata lo sguardo dell'obiettivo, per poi focalizzarsi sul rapper nella sua interezza, in piedi con una maglietta strappata, una giacca di jeans e un paio di pantaloni larghi. Il video è stato accolto con recensioni positive da parte della critica, che ha lodato la semplicità del video e lo ha confrontato alle opere di Herb Ritts e Xavier Dolan.
Il video ad una settimana dall'uscita contava più di 25 milioni di visualizzazioni e, il 9 marzo 2015, è diventato il ventunesimo VevoCertified della cantante, avendo infatti superato le 100 milioni di visualizzazioni.

## Promozione
I tre hanno presentato il singolo per la prima volta dal vivo domenica 8 febbraio durante la cerimonia di consegna dei Grammy Awards 2015. Rihanna durante la serata ha anche vinto nell'unica categoria in cui era stata nominata con il brano The Monster in collaborazione del rapper Eminem. Subito dopo la performance FourFiveSeconds ha subito un forte rialzo delle vendite ed ha inoltre raggiunto il primo posto nella classifica dei brani più scaricati su iTunes Store US.

## Tracce
Testi e musiche di Kanye West, Paul McCartney, Kirby Lauryen, Mike Dean, Ty Dolla Sign, Dave Longstreth, Dallas Austin, Elon Rutberg e Noah Goldstein.
Download digitale, CD promozionale (Europa)
1. FourFiveSeconds – 3:08

CD singolo (Europa)
1. FourFiveSeconds – 3:08
2. FourFiveSeconds (Music Video) – 3:12

## Formazione
Musicisti
- Rihanna – voce
- Kanye West – voce
- Paul McCartney – chitarra acustica
- Mike Dean – basso
- Dave Longstreth – organo

Produzione
- Kanye West – produzione
- Paul McCartney – produzione
- Mike Dean – coproduzione, registrazione presso i No Name Studios e i Jungle City Studios
- Kuk Harrell – produzione parti vocali
- Dave Longstreth – produzione aggiuntiva
- Marcos Tovar – registrazione presso i Jungle City Studios e i Windmark Recording
- Noah Goldstein – registrazione presso i No Name Studios e i Jungle City Studios
- Brendan Morawski – assistenza alla registrazione presso i Jungle City Studios
- Zeke Mishanec – assistenza alla registrazione presso i Jungle City Studios
- Jeremy "Head" Hartney – assistenza alla registrazione presso i No Name Studios
- Brandon Wood – assistenza alla registrazione presso i Windmark Recording
- Jordon Heskett – assistenza alla registrazione presso i Windmark Recording
- Manny Marroquin – missaggio presso i Larrabee Studios
- Chris Galland – assistenza al missaggio presso i Larrabee Studios
- Jeff Jackson – assistenza al missaggio presso i Larrabee Studios
- Ike Schultz – assistenza al missaggio presso i Larrabee Studios

## Classifiche
| Classifica (2015) | Posizione massima |
| ----------------- | ----------------- |
| Australia         | 1                 |
| Austria           | 2                 |
| Belgio (Fiandre)  | 5                 |
| Belgio (Vallonia) | 7                 |
| Canada            | 3                 |
| Danimarca         | 1                 |
| Finlandia         | 7                 |
| Francia           | 2                 |
| Germania          | 3                 |
| Irlanda           | 1                 |
| Islanda           | 1                 |
| Italia            | 4                 |
| Lussemburgo       | 1                 |
| Norvegia          | 1                 |
| Nuova Zelanda     | 1                 |
| Paesi Bassi       | 2                 |
| Regno Unito       | 3                 |
| Repubblica Ceca   | 4                 |
| Spagna            | 4                 |
| Slovacchia        | 4                 |
| Stati Uniti       | 4                 |
| Svezia            | 1                 |
| Svizzera          | 3                 |
| Ungheria          | 3                 |